# Marine royale cambodgienne
La Marine royale cambodgienne (khmer : កងទ័ពជើងទឹក កម្ពុជា , Kangtorp Cheung Teuk) est la branche des services de guerre navale des Forces armées du Cambodge et l'un des trois services en uniforme du Royaume du Cambodge. Il compte environ 4.000 employés actifs et exploite 228 bateaux/navires en service actif. Il est commandé par l' amiral Tea Vinh et navigue sous la juridiction du ministère de la Défense nationale .

## Équipement
La marine possède quinze patrouilleurs et cinq autres patrouilleurs de type "navire d'attaque rapide". Il y a également environ 200 pirogues motorisées et manuelles.
La capacité maritime du pays a été renforcée en août 2005 lorsque la Chine a remis 5 patrouilleurs. En 2007, 10 autres ont été remis pour 100.000.000 $. 
En 2007, le Cambodge a annoncé qu'il augmentait la force de sa marine de 1.000 à 3.000 marins, en plus de créer une force de 2.000 fantassins de marine.
De nombreux officiers de la marine royale cambodgienne ont reçu leur formation à la Vietnam Naval Academy (en). 

### Bases
Les bases navales de la Marine royale cambodgienne sont les suivantes :
- Base naval Ream
- Sihanoukville (port civil)
- Phnom Penh (base fluviale, anciennement des Khmers rouges)

## Flotte
| Photo | Classe Type                                     | Origine          | Nombre | N° coque                  |
| ----- | ----------------------------------------------- | ---------------- | ------ | ------------------------- |
|       | Classe Turya torpilleur navire d'attaque rapide | Union soviétique | 5      | 1121 à 1125               |
|       | Classe Stenka Patrouilleur d'attaque rapide     | Union soviétique | 5      | 1131 à 1135               |
|       | Classe Shershen torpilleur d'attaque rapide     | Union soviétique | 1      | 1115                      |
|       | PCF (Patrol Craft Fast (en))                    | Chine            | 15     | 1141 à 1145 , 1101 à 1109 |
|       | Landing Craft Utility                           | Chine            | 1      | 1401                      |

## Comité national de la sécurité maritime (NCMS)
Le NCMS a été créé en décembre 2010 à l'initiative du Premier ministre Hun Sen et avec le soutien de partenaires de sécurité internationaux. Une partie de son rôle se concentre sur la lutte contre le terrorisme, la piraterie, la traite des êtres humains, les délits transfrontaliers, le trafic de drogue ainsi que sur la préservation des ressources naturelles et la conduite de travaux de sauvetage d'urgence. Il est supervisé par l'amiral Tea Vinh et possède des bases à Sihanoukville, Ream et Phnom Penh, travaillant avec et pour la marine royale cambodgienne.
Le NCMS est également responsable de la sécurité des navires de la marine en visite et du personnel des pays voisins et des alliés, y compris la Chine, la Russie, le Japon et les États-Unis.